# Uranoscopus cognatus
Uranoscopus cognatus — риба родини зіркоглядових, поширена в східній частині Індійського океану біля берегів Індонезії та Австралії, також біля Нової Гвінеї. Морська демерсальна риба, що сягає 16.5 см довжини.